# Братство (фильм, 2019)
«Бра́тство» — российский военный фильм режиссёра Павла Лунгина, посвящённый выводу советских войск из Афганистана на завершающем этапе Афганской войны. Датой выхода в прокат в России первоначально было объявлено 6 декабря 2018 года, затем премьеру перенесли на полгода.
Премьерный показ с представлением съёмочной группы прошёл 29 апреля 2019 года в московском кинотеатре «Октябрь» на Новом Арбате. В прокат фильм вышел 10 мая 2019 года.

## Сюжет
Действие фильма разворачивается в 1988 году, накануне вывода советских войск из Афганистана. 108-й мотострелковой дивизии предстоит отход через перевал Саланг, подконтрольный группировке моджахедов. Дело осложняется тем, что в плен к моджахедам попадает советский военный пилот. Начинается сложная игра, в которой переплетаются противоположные интересы множества самых разных людей: штабистов, исламистов, спецназа, разведки, чиновников из афганского правительства, сотрудников советских спецслужб, таджиков и пуштунов. В центре оказываются солдаты разведроты, для которых важнее любых политических соображений остаётся правило — не бросать своих.

## Съёмки
По словам Павла Лунгина, идея создания фильма появилась после встречи с депутатом Госдумы РФ и бывшим директором ФСБ Николаем Ковалёвым, который служил в Афганистане и лично проводил переговоры с противником, а сам фильм основан на воспоминаниях Ковалёва. Сценарий был написан сыном режиссёра Александром Лунгиным, при этом, как утверждает Павел Лунгин, «мы работали все вместе — сидели в архивах, раскапывали эту историю. Но в основном — это его идея».
По данным пресс-службы фильма, сюжет основан на воспоминаниях старших офицеров Службы внешней разведки, в основу картины легли события, связанные с операцией по выводу 108-й мотострелковой дивизии с Чарикарской равнины к перевалу Саланг.
В мае 2016 года Лунгин так рассказывал о фильме на питчинге Фонда кино: «Главная тематика фильма — непарадный героизм, как в картине „Они сражались за Родину“. Зрители увидят, как из тяжёлого быта войны рождается что-то героическое, дружба, возникают очень большие моральные вопросы».
Лунгин также отмечал, что фильм не будет похож на его предыдущие работы: «Я всегда меняю жанры, и в этот раз решил снять военную драму с элементами комедии. Так всегда и бывает на войне: в тяжёлые минуты люди психологически пытаются облегчить себе жизнь смехом».
Изначально предполагалось, что постановку осуществит сын режиссёра Александр Лунгин, а весь фильм будет снят в Таджикистане.
Из-за нестабильной обстановки в Афганистане натурные съёмки пришлось проводить в Дагестане, Таджикистане и Кыргызстане. В Дагестане съёмки проводились в Дербенте и Буйнакске, а также в Гунибском районе и в посёлке Дубки Казбековского района. В Гунибском районе съёмки велись, в частности, в старинном горном селе Старая Корода, напоминающем афганский кишлак. Для участия в батальных сценах привлекали настоящих военных и военную технику. Съёмки были завершены в октябре 2017 года.
В феврале 2018 года фильм был представлен на Берлинском кинофестивале, где Лунгин заключил контракт с французской компанией Loco Films, которая займётся международными продажами.

## Прокат
Первый трейлер фильма появился 1 февраля 2019 года.
Выход фильма ожидался 9 мая 2019 года, однако 12 апреля министр культуры РФ Владимир Мединский предложил режиссёру Павлу Лунгину подобрать другую дату премьеры для своего фильма, которая не вызовет споров. Ранее член Совета Федерации Игорь Морозов просил не выпускать фильм на экраны 9 мая, поскольку, по его мнению, картина «вызывает неоднозначную реакцию и искажает исторические события».
17 апреля 2019 года стало известно, что фильм получил прокатное удостоверение с 10 мая.

## В ролях
- Виталий Кищенко — генерал-лейтенант Советской армии Васильев, командир дивизии
- Кирилл Пирогов — «майор» Николай Дмитриевич, полковник Первого главного управления КГБ СССР, начальник зонального отдела
- Фёдор Лавров — Володя, резидент КГБ в Афганистане
- Вячеслав Шихалеев — пилот истребителя Александр Васильев, сбитый моджахедами (сын генерала)
- Парвиз Пулоди — Маджед, офицер афганских спецслужб, пуштун
- Евгений Сангаджиев — офицер афганских спецслужб, узбек
- Олег Васильков — майор Харламов, командир разведроты
- Антон Момот — «Грек», лейтенант, недавний выпускник военного училища
- Ян Цапник — Абдусаламов, прапорщик разведроты, оказавшийся в плену
- Александр Кузнецов — «Ларёк», опытный разведчик
- Карим Темирханов — «Инженер Хашим», политический лидер моджахедов
- Али Мухаммад — Сардар, полевой командир моджахедов, таджик
- Антон Кузнецов — Абубакр, он же Витя, советский военнопленный, ставший моджахедом
- Арслан Мурзабеков — моджахед
- Роман Колотухин — «Малец», молодой боец
- Михаил Кремер — «Гиря», боец разведроты
- Кирилл Ермичёв — «Мельник», боец разведроты
- Евгений Зеленский — старшина, боец спецназа ГРУ
- Василий Буткевич — кинооператор из Москвы

## Оценки и критика
В российской прессе фильм в среднем получил положительные отзывы. Одобрительные рецензии были опубликованы в таких изданиях как ТАСС, GQ, Colta, Канобу, КоммерсантЪ, Новая газета, Esquire, Forbes, Lenta.ru, Искусство кино. Отрицательно о фильме отзывался известный обозреватель Евгений Баженов (BadComedian).
Юрий Гладильщиков в журнале Forbes высказал удивление от резкого неприятия фильма депутатами и ветеранами: «Весь скандал вокруг фильма раздут дураками. Прицепиться в нём не к чему». По мнению критика, «в „Братстве“ нет почти ничего, чего бы мы не знали про войну в Афганистане», однако главный посыл фильма в другом: «„Братство“ — фильм пацифистский», который «захватывает деталями, реалиями, психологической точностью, эмоциями, неожиданными сюжетными поворотами». Гладильщиков также назвал «Братство» первым «реальным фильмом» об Афганской войне, снятым в России за 30 лет после её окончания.
«Отчего именно в нашей стране — единственной в Европе — некомпетентные люди постоянно лезут в искусство? Ну да, мы давно знаем, что две главные проблемы России — это дураки и дороги. Но неужели дуракам мало одних только дорог? В воровстве на которых они, кстати, проявляют недюжинную хитрость: в одном только проезде, ведущем к известной московской больнице, на который выходит мой дом, асфальт и трубы за последние лет десять переложили минимум тридцать три раза: по три-четыре раза в год».
Антон Долин на портале Meduza, в своей «Ультракороткой рецензии (140 символов!)» охарактеризовал фильм как «жёсткую военную — на самом деле, антивоенную — драму (…) С отличными актёрами».

### Реакции общественных деятелей, попытки запрета
В конце марта 2019 года (менее чем за два месяца до премьеры) в Совете Федерации, в ответ на обращение ветеранских организаций, потребовали отменить первый показ фильма, приуроченный к Дню Победы. Член Совета Федерации, полковник ФСБ России в запасе Игорь Морозов, посетив предварительный показ, отметил: «Не такой фильм мы ожидали» и указал на то, что «наряду с показанным подвигом российских военных» фильм «Братство» искажает исторические представления об Афганской войне, а военнослужащие Советской Армии в ней показаны неправдоподобно: они занимаются воровством, мародёрством и другими «воинскими преступлениями», а также дерутся друг с другом на глазах у местных жителей. Игорь Морозов считает, что «на этом фильме нельзя воспитывать молодёжь, чувство патриотизма», а «для такого праздника (9 мая) у нас есть другое кино». Также Морозов обратил внимание на то, что содержание фильма «никак не соответствует названию». В настоящее время ветеранские организации проводят работу с юнармией и занимаются возрождением ДОСААФ. Афганская война дала нам 86 Героев СССР и шесть Героев России. Ветеран войны в Афганистане, заместитель председателя всероссийской общественной организации ветеранов «Боевое братство», председатель исполнительного комитета и исполнительный секретарь международного союза общественных объединений «Боевое братство» Г. М. Шорохов считает, что режиссёр собрал «всю грязь и гадости, которые тогда были».
В свою очередь, руководитель центральной исполнительной организации «Офицеры России», генерал-майор ФСБ России в отставке и генерал-лейтенант полиции в отставке А. Г. Михайлов, организовавший предварительный показ фильма, отметил: «В зале было около 200 человек. Со многими из них я потом переговорил, и определённая часть зрителей достаточно спокойно отнеслась к этому фильму. Это были высокопоставленные в прошлом люди, занимавшие не последнее место в армейской иерархии. Понятно, что художественный фильм не может всех удовлетворить, все ищут в нём какую-то историческую правду. Как человек, который много прослужил, который писал художественные книги и снимал художественные фильмы, могу сказать, что любой фильм на 80 процентов — это всё-таки плод художественного вымысла, а кому он нравится или нет, — это второй вопрос».
Сам Лунгин в ответ заявил: «Мракобесием для меня является только то, что сразу хочется запретить, сразу хочется разорвать, сразу хочется сделать так, чтобы никто не увидел. Вот это вот — поведение мракобесов и поведение людей, которые боятся правды, боятся чужого мнения, боятся объективности»
Резко отрицательно оценил фильм политик и публицист Егор Холмогоров, представивший рецензию на фильм в программе «Кино с Холмогоровым» на интернет-телеканале «Царьград ТВ». По его словам, Лунгин «откровенно обманывает публику относительно содержания ленты», поскольку «никакого героизма в фильме нет», а «есть шкурничество, мародёрство и трусость, и они занимают 95 % экранного времени». Кроме того, он высказал мнение, что «акцент сделан не на политической неоправданности этой войны (где существует почва для дискуссий), а на диффамации наших военных, представленных, как цирк уродов», а также «сбродом дегенератов, воров, мошенников, убийц и подлецов, противостоящих светлым и честным душой афганским моджахедам». В связи с последним Холмогоров особо подчеркнул, что «ярости ветеранов — Героев России и Советского Союза, двухзвёздочных генералов, офицеров со множеством наград и следами боевых ранений — не было предела», а также, что «накал страстей был таким, что в какой-то момент казалось: если Лунгин и уйдёт с обсуждения живым, то никак не целым и невредимым, поскольку он ухитрился оскорбить лично едва ли не каждого, присутствовавшего в зале».
«Тот факт, что лента снята при поддержке Министерства культуры, Фонда кино и Министерства обороны, в неё вгрохано 150 миллионов государственных денег, и вовсе не укладывался у присутствующих в голове. Ну, а уж желание прокатить её по стране на 9 мая, в режиме особых государственных преференций — в качестве героико-патриотического кино — и вовсе было сочтено издевательством».
Бывший командующий 40-й армии Борис Громов направил письмо министру культуры РФ, в котором призвал лишить фильм прокатного удостоверения: «Это один из вариантов классической чёрной русофобии в исполнении П. Лунгина и его сына Александра», «Лунгин ведёт пропаганду и поддерживает «светлый и честный образ террористов ТАЛИБанов и ИГИЛ», с которыми мы воевали в Афганистане», «возвращаясь к картине, подчеркну, что она супергрязная, от её сценария и режиссуры идёт зловоние и этот фильм слабый».
В ходе открытия ММКФ стало известно, что фильм не будет показан в рамках фестиваля, как это планировалось ранее. Об этом сообщил президент ММКФ Никита Михалков, который объяснил это решение тем, что картина оскорбляет ветеранов боевых действий в Афганистане. Он также заявил, что «Братство» — это «среднее, из клише сделанное кино». Сам Лунгин выразил удивление, что фильм «вызвал такую ярость и почему так хотели его запретить», а также высказал мнение что, президент ММКФ снял фильм с показа, так как «испугался проблем».

## Прокат
Фильм провалился в прокате, заработав за три недели (по данным Кинопоиска) всего 48 миллионов рублей при производственном бюджете в 270 миллионов.